# Ішмухаметово (Баймацький район)
Ішмухаме́тово (рос. Ишмухаметово, башк. Ишмөхәмәт) — село (колишній присілок) у складі Баймацького району Башкортостану, Росія. Адміністративний центр Ішмухаметовської сільської ради.

## Населення
Населення — 526 осіб (2010; 562 в 2002).
Національний склад:
- башкири — 100%